# From Filthy Tongue of Gods and Griots
From Filthy Tongue of Gods and Griots è il secondo album del gruppo statunitense Dälek, pubblicato nel 2002.
Pitchfork lo classifica al 49º posto tra i migliori album del 2002, mentre secondo la rivista italiana Blow Up è il nono miglior disco dell'anno.
| Recensione      | Giudizio |
| --------------- | -------- |
| AllMusic        | [ 1 ]    |
| Stylus Magazine | A-       |
| Pitchfork       | [ 5 ]    |

## Tracce
Musiche di Dälek, Joshua Booth (tracce 2, 5 e 10), Oktopus (tracce 1-3, 5-11).
1. Spiritual Healing – 3:29
2. Speak Volumes – 4:42
3. ...From Mole Hills – 5:18
4. Antichristo – 1:21
5. Hold Tight – 4:15
6. Heads – 1:38
7. Black Smoke Rises – 12:02
8. Trampled Brethren – 5:12
9. Voices of the Ether – 4:55
10. Forever Close My Eyes – 7:49
11. Classical Homicide – 5:59